# جو هی-یونگ
جو هی-یونگ (انگلیسی: Jo Hea-jung) (زادهٔ ۵ مارس ۱۹۵۳ – درگذشتهٔ ۳۰ اکتبر ۲۰۲۴) بازیکن والیبال سابق تیم ملی اهل کره جنوبی بود. او به همراه تیم ملی والیبال کره جنوبی به مدال برنز المپیک ۱۹۷۶ مونترال دست یافت.